# 俄罗斯红茶之谜
俄羅斯紅茶之謎（日语：ロシア紅茶の謎）是日本作家有栖川有栖所著的短篇小說集。

## 概要
作者於1992年3月，創作了偵探火村英生系列第一長篇《第46號密室》後，翌年2月即發表了火村英生的國名系列第一短篇，即為本篇《俄羅斯紅茶之謎》，並冠名於短篇集出版。《俄羅斯紅茶之謎》是有栖川有栖的第一短篇集，名探火村英生系列第三集，1994年8月由「講談社小說叢書」系列出版，1997年7月改為「講談社文庫」版出版。

## 收錄篇章
本書一共收錄1993年2月至1994年4月所發表的解謎推理短篇六篇：動物園的暗號、天棚的散步者、紅色閃電、Rune的指引、俄羅斯紅茶之謎、八角形圈套。

## 相關項目
- 作家愛麗絲系列